# Рахмонов, Уктамжон Аскаржон угли
Уктамжон Аскаржон угли Рахмонов (род. 31 августа 1990, Фергана) — узбекский боксёр, представитель средних и полусредних весовых категорий. Выступал за сборную Узбекистана по боксу в конце 2000-х — начале 2010-х годов, серебряный призёр Азиатских игр, победитель и призёр турниров международного значения, участник летних Олимпийских игр в Лондоне. Начиная с 2013 года боксирует на профессиональном уровне.

## Биография
Уктамжон Рахмонов родился 31 августа 1990 года в городе Фергана Узбекской ССР.

### Любительская карьера
Первого серьёзного успеха на международной арене добился в сезоне 2007 года, когда вошёл в состав узбекской национальной сборной и побывал на чемпионате мира среди кадетов в Баку, откуда привёз награду золотого достоинства, выигранную в полулёгкой весовой категории. Год спустя на молодёжном мировом первенстве в Гвадалахаре стал бронзовым призёром в зачёте первого полусреднего веса.
В 2009 году дошёл до четвертьфинала на международном турнире «Странджа» в Пловдиве.
В 2010 году в полусреднем весе выиграл серебряную медаль на турнире Gee-Bee в Хельсинки, уступив в решающем финальном поединке россиянину Андрею Замковому, одержал победу на «Страндже» в Ямболе, боксировал на Мемориале Макара Мазая в Мариуполе. Завоевал серебряную награду на Азиатских играх в Гуанчжоу, уступив в финале титулованному казаху Серику Сапиеву.
В 2011 году выступил на Кубке губернатора в Санкт-Петербурге, стал бронзовым призёром Мемориала Сиднея Джексона в Ташкенте.
Благодаря череде удачных выступлений удостоился права защищать честь страны на летних Олимпийских играх 2012 года в Лондоне — в категории до 64 кг благополучно прошёл первых двоих соперников по турнирной сетке, тогда как в третьем четвертьфинальном бою со счётом 15:21 потерпел поражение от кубинца Роньеля Иглесиаса, который в итоге и стал победителем этого олимпийского турнира.
После лондонской Олимпиады Рахмонов ещё в течение некоторого времени оставался в составе боксёрской команды Узбекистана и продолжал принимать участие в международных соревнованиях. Так, в 2013 году он занял второе место в зачёте узбекского национального первенства, уступив в финале полусредней весовой категории Исраилу Мадримову. Боксировал на международном турнире в Астане.

### Профессиональная карьера
Покинув расположение узбекской сборной, в ноябре 2013 года Уктамжон Рахмонов успешно дебютировал на профессиональном уровне. Боксировал преимущественно на территории России, долгое время не знал поражений.
В феврале 2016 года в Москве вышел на ринг против непобеждённого на тот момент россиянина Петроса Ананяна (4-0-1), противостояние между ними продлилось все отведённые восемь раундов, в итоге судьи раздельным решением зафиксировали ничью.
В апреле 2016 года встретился с другим небитым россиянином Арамом Амирханяном (3-0) в бою за титул чемпиона России в первой средней весовой категории. Боксёры провели на ринге все десять раундов, Амирханян выиграл этот бой решением большинства судей.
Потерпев первое в профессиональной карьере поражение, Рахмонов продолжил боксировать в родном Узбекистане, хотя уровень его оппозиции здесь был не очень высоким.